# Фрайзе, Дитер
Ди́тер Фра́йзе (нем. Dieter Freise, 18 апреля 1945, Гейдельберг, Германский рейх — 5 апреля 2018, Гейдельберг, Германия) — немецкий хоккеист (хоккей на траве), выступавший за сборную ФРГ в 1970-х годах, защитник. Олимпийский чемпион 1972 года, бронзовый призёр чемпионата мира 1975 года, чемпион Европы 1970 года.

## Биография
Дитер Фрайзе родился 18 февраля 1945 года в немецком городе Гейдельберг.
Играть в хоккей начал с раннего детства по наставлению своего отца Гюнтера Фрайзе, который в своё время тоже был достаточно успешным хоккеистом. Выступал за местный клуб «Гейдельберг», с которым дважды выигрывал западногерманский чемпионат, а начиная с 1969 года стал привлекаться в состав национальной сборной ФРГ.
В 1970 году завоевал золотую медаль на впервые проводившемся чемпионате Европы по хоккею на траве в Брюсселе.
В 1971 году участвовал во впервые проводившемся чемпионате мира по хоккею на траве в Барселоне, где сборная ФРГ заняла 5-е место.
25 мая 1972 года удостоен высшей спортивной награды ФРГ — «Серебряного лаврового листа».
В 1972 году благодаря череде удачных выступлений вошёл в состав сборной ФРГ по хоккею на траве на летних Олимпийских играх в Мюнхене и завоевал золотую медаль. Играл на позиции 
защитника, провёл 7 матчей (в том числе участвовал в финале, где немцы победили чемпионов мира из Пакистана — 1:0), мячей не забивал.
После мюнхенской Олимпиады Дитер Фрайзе остался в составе сборной ФРГ и продолжил участвовать в крупнейших международных соревнованиях. Так, в 1975 году он играл на мировом первенстве в Малайзии, откуда привёз награду бронзового достоинства.
В 1976 году вошёл в состав сборной ФРГ по хоккею на траве на летних Олимпийских играх в Монреале, занявшей 5-е место. Играл на позиции защитника, провёл 5 матчей, мячей не забивал.
В феврале 1977 года Фрайзе принял решение завершить карьеру в сборной, поскольку в то время ему пришлось перенять стоматологический бизнес своих родителей. В 1969—1976 годах он провёл за сборную ФРГ 86 игр, в том числе 73 на открытом поле и 13 в помещении. При этом в течение ещё десяти лет он продолжал выступать на клубном уровне за «Гейдельберг», и в 1982 году в его составе вновь стал чемпионом страны. В дальнейшем остался в клубе в качестве тренера, занимался подготовкой молодёжного состава.
Умер 5 апреля 2018 года в Гейдельберге. Похоронен на кладбище Бергфридхоф.